# Rollo (thị trấn)
Rollo là một thị trấn nhỏ với 7783 người và là thủ phủ của tổng Rollo, tỉnh Bam, Burkina Faso, Tây Phi.
Di chuyển đến thị trấn Rollo bằng con đường Kongoussi-Bourzanga nối từ Ouagadougou đến phía bắc của đất nước. Trước đây Rollo ở phía tây là nhiều ngôi làng, trước khi Tỉnh Yatenga được nhập vào - thủ đô Ouahigouya của nó, cách một vài giờ đi bằng xe máy.